# Galianthe souzae
Galianthe souzae là một loài thực vật có hoa trong họ Thiến thảo. Loài này được E.L.Cabral & Bacigalupo mô tả khoa học đầu tiên năm 2000.